# Ruitjesproef

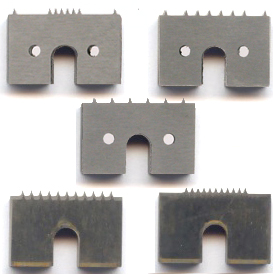
ruitjesmessen

Een ruitjesproeftest is een test om de adhesie (hechting) van droge verflagen op een substraat, waarop de coating is aangebracht, te meten met mesjes die een serie van 6 tot 11 tanden hebben. Door twee lijnenseries in een rechte hoek van 90° ten opzichte van elkaar te snijden ontstaat een patroon van 25 of 100 vierkanten. Dit lijnenpatroon wordt, na behandeling met een harde borstel, geëvalueerd met behulp van een vergelijkingstabel. Een additionele test met een genormeerde tape wordt toegepast op hardste substraten.
Toepassing van de test wordt gevonden in de industriële coating, auto industrie, hout veredeling, scheepvaart, schilders, staal bekledingen, verf, verzinkerijen en laboratoria.
De test(en) worden uitgevoerd conform de normen ISO/DIN 2409:2003 en/of ASTM D3359.
Ruitjesproef Adhesietest volgens DIN-ISO, 6 tanden, Ruitjesproef Adhesietest volgens ASTM, 11 tanden. De DIN ISO snijmessen hebben 6 tanden met resp. een onderlinge afstand van 1, 2, 3 mm waardoor een snijpatroon ontstaat van 5×5=25 vakjes. De ASTM snijmessen hebben 11 tanden met resp. een onderlinge afstand van 1 of 1,5 mm waardoor een snij patroon ontstaat van 10×10=100 vakjes.
Voor het juist uitvoeren van de test is de verhouding coatingdikte ten opzichte van tanden afstand bepalend voor een goede test.
DIN ISO 2401: 1 mm tussenruimte voor coatings tot 60 µm op harde substraten; 2 mm tussenruimte voor coatings tot 60 µm op zachte substraten; 2 mm tussenruimte voor coatings van 61 tot 120 µm op harde of zachte substraten en 3 mm tussenruimte voor coatings 121 tot 250 µm op harde of zachte substraten.
ASTM 3359: 1 mm tussenruimte voor coatings tot 50 µm; 1,5 mm tussenruimte voor coatings van 50 tot 125 µm.

## Vergelijkingstabel

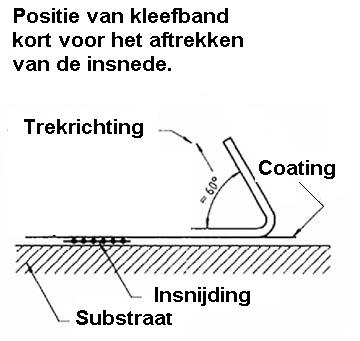
Hechtings test tape

| Classificering | Omschrijving (volgens DIN ISO) | Uiterlijk van het oppervlak van het kruissnede gebied waar bladdering is opgetreden (voorbeeld met 6 parallelle snedes) |
| -------------- | --- | --- |
| 0              | De randen van de snedes zijn helemaal glad. Geen enkele van de door de snedes ontstane vierkanten heeft losgelaten. | |
| 1              | Kleine schilfering op de kruispunten van de snedes. Het aangetaste gebied is niet beduidend groter dan 5% van het vlak | |
| 2              | De coating is geschilferd langs de randen van de snedes en/of op de kruispunten. Het aangetaste gebied is beduidend groter dan 5%, maar niet beduidend groter dan 15%.                                                                                                | |
| 3              | De coating is deels of geheel in grote stroken geschilferd langs de randen van de snedes en/of is geheel of gedeeltelijk geschilferd op verschillende delen van de vierkanten. Het aangetaste gebied is beduidend groter dan 15%, maar niet beduidend groter dan 35%. | |
| 4              | De coating is in grote stroken geschilferd langs de randen van de snedes en/of van verschillende vierkanten geheel of gedeeltelijk losgelaten. Het aangetaste gebied is beduidend groter dan 35%, maar niet beduidend groter dan 65 %.                                | |
| 5              | Elke mate van bladderen dat zelfs niet kan worden gerekend tot categorie 4 | |

Ruitjesproef testkit [dode link]
HECHTINGS TAPE 
Genormeerde tape voor het uitvoeren van een hechtingstest. (ISO 2409:2003)
De tape wordt gebruikt bij ruitjestest apparaten zoals de CC1000, CC2000, CC3000, SuperPIG en MasterPaintPlate.
De tape is een polyester adhesive tape van 0,055 mm dikte en een breedte van 25 mm.
Hechting aan staal is 4,3 N/cm hetgeen overeenkomt met 10,75 N/cm² zoals de norm voorschrijft.
Procedure:
Nadat de kruissneden gemaakt zijn wordt een stuk tape parallel aan een van de sneden gekleefd en goed aangedrukt.
Trek nu, binnen 5 minuten na het aanbrengen van de tape, met een snelheid tussen 0,5 en 1 seconde de tape los onder een tegengestelde hoek van ca. 60 graden. De tape kan eventueel bewaard worden als referentie bij een rapportage.